# Джен Ланкастър
Джен Ланкастър (на английски: Jen Lancaster) е американска писателка на произведения в жанра мемоари, чиклит, любовен роман, хумор и социална драма.

## Биография и творчество
Дженифър „Джен“ Ланкастър е родена на 5 ноември 1967 г. в САЩ. Израства в Индиана. Следва в университета „Пърдю“, където завършва с бакалавърска степен с отличие през 1996 г. След дипломирането си работи в технологична компания и достига до позиция на асоцииран вицепрезидент, но е уволнена след 11 септември 2001 г.. Заемайки ролята на безработна тя започва да пише за проблемите си при адаптацията към ниското социално ниво, временните работни места, борбата с наднорменото тегло и новите социални контакти, първоначално по тези теми в блога си, а по-късно и в мемоарните си книги. Със саркастичен и самоподигравателен тон тя описва прехода от безгрижното харчене за мезонети и дизайнерски дрехи към борбата да намери достатъчно пари, за да плати за хранителни стоки и жилище.
Първата ѝ книга „Горчивото е новото черно“ от 2006 г. е история за преминаването от високо платената работа към чекове за безработица, и от розовите нагласи и ценности, към запазването на личния живот. Книгата се отличава от повечето от чиклит жанра по това, че главната гериня не търси мъж. Мемоарните ѝ откровени и хумористични книги стават бестселъри в списъка на „Ню Йорк Таймс“ и я правят известна.
През 2011 г. е издаден първият ѝ любовен роман „Ако беше тук“. Той е история за семейство, което ще трябва да открие бракът им е достатъчно силен, за да оцелее след месеци на ремонти тип „направи си сам“, отношенията на съседите и войната с асоциацията на собствениците на жилища.
Джен Ланкастър живее със семейството си в Чикаго.

## Произведения

### Самостоятелни романи
- If You Were Here (2011)[1][2][3]
- Here I Go Again (2013)
- Twisted Sisters (2014)
- The Best of Enemies (2015)
- By The Numbers (2016)
- The Gatekeepers (2017)
- Housemoms (2023)

### Документалистика
мемоари
- Bitter Is the New Black (2006)[1][2][3]
- Bright Lights, Big Ass (2007)[4]
- Such a Pretty Fat (2008)
- Pretty In Plaid (2009)
- My Fair Lazy (2010)
Моята прекрасна дебелана, изд. „Панорама груп“ (2011), прев. Валери Шварц
- Jeneration X (2012)
- The Tao of Martha (2013)
- I Regret Nothing (2015)
- Stories I'd Tell in Bars (2017)
- Welcome to the United States of Anxiety (2020)